# La Nature (film, 2022)
Pour les articles homonymes, voir Nature (homonymie).
Pour plus de détails, voir Fiche technique et Distribution.
La Nature est un film franco-germano-arménien réalisé par Artavazd Pelechian et sorti en 2022. Il a été présenté à la Fondation Cartier avant de sortir en salles en 2022.

## Synopsis
Montage d'images de catastrophes naturelles.

## Fiche technique
- Titre : La Nature
- Réalisation : Artavazd Pelechian
- Montage : Artavazd Pelechian
- Production : Artavazd Pelechian - ZKM Center for Art and Media - Fondation Cartier pour l'art contemporain
- Pays d'origine :  France -  Allemagne -  Arménie
- Durée : 63 minutes
- Dates de sortie :
  - Fondation Cartier : 15 décembre 2020[1]
  - France : 23 février 2022[3]

## Sortie

### Accueil critique
En France, le site Allociné recense une moyenne des critiques presse de 4/5.